# Henryk Siedlaczek

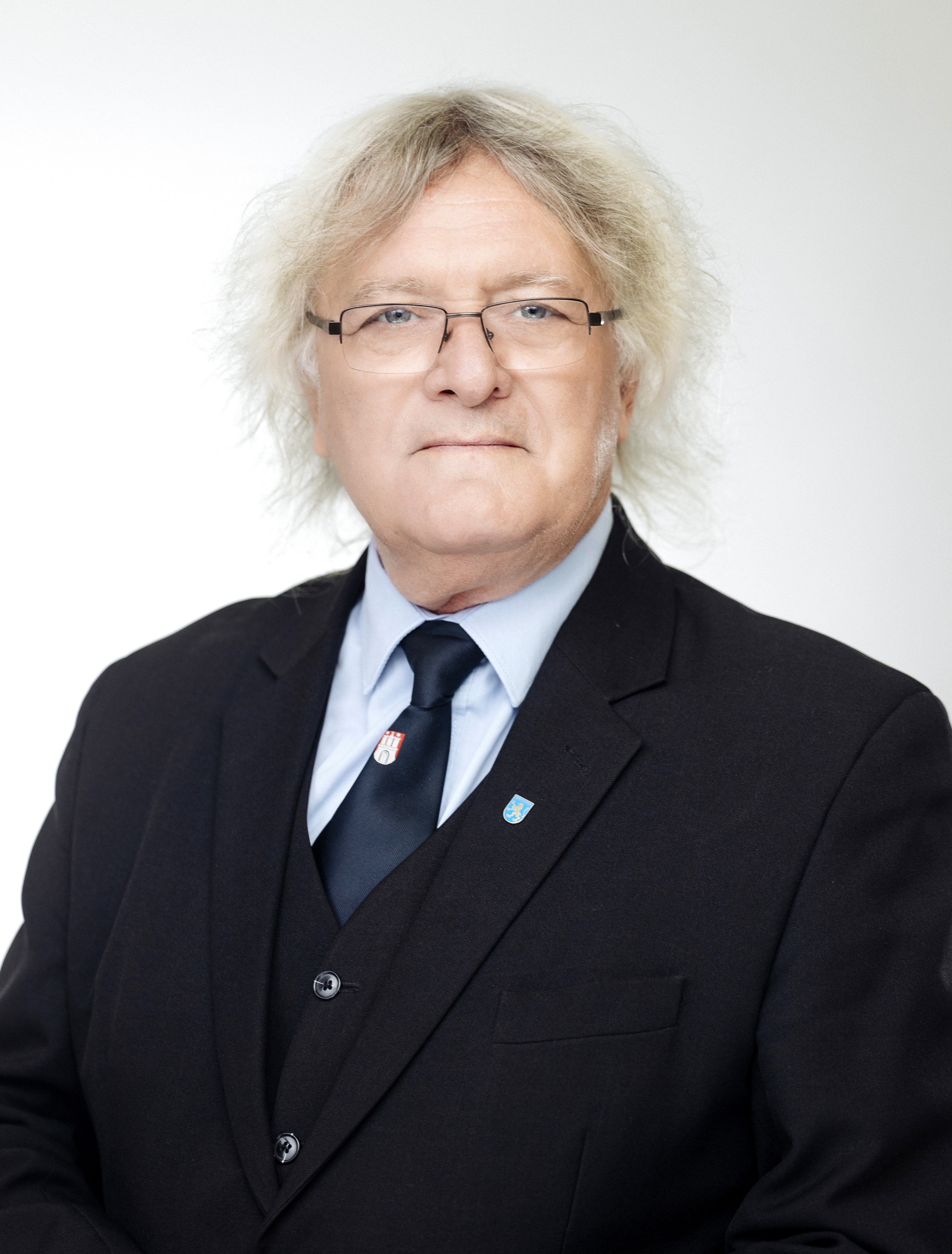
Henryk Siedlaczek, 2023

Henryk Piotr Siedlaczek (* 30. Januar 1956 in Wodzisław Śląski) ist ein polnischer Politiker der Platforma Obywatelska (Bürgerplattform).
Siedlaczek schloss 1979 sein Geschichtsstudium an der Pädagogischen Hochschule Opole (Wyższa Szkoła Pedagogiczna w Opolu) mit einem Magister ab. Anschließend war er Geschichtslehrer und später Direktor in Rudy (Kuźnia Raciborska), Woiwodschaft Schlesien. 1999 wurde er Mitglied des Vorstandes und 2002 Starost des Powiats Raciborski. Bei den Parlamentswahlen 2005 trat Siedlaczek für die Bürgerplattform an und zog erstmals mit 7476 Stimmen in den Sejm ein. Dieses Mandat konnte er bei den vorgezogenen Wahlen 2007 mit 35.124 Stimmen wiederum im Wahlkreis 30 Rybnik verteidigen.
Henryk Siedlaczek ist verheiratet und hat zwei Söhne.